# Норманден (Квебек)
Норманден (фр. Normandin) је град у Канади у покрајини Квебек. Према резултатима пописа 2011. у граду је живело 3.137 становника.

## Становништво
Према резултатима пописа становништва из 2011. у граду је живело 3.137 становника, што је за 2,6% мање у односу на попис из 2006. када је регистровано 3.220 житеља.
| 2006. | 2011. |
| ----- | ----- |
| 3.220 | 3.137 |